# Pseudisobrachium subcyaneum
Pseudisobrachium subcyaneum är en stekelart som först beskrevs av Alexander Henry Haliday 1838.  Pseudisobrachium subcyaneum ingår i släktet Pseudisobrachium, och familjen dvärggaddsteklar. Arten är reproducerande i Sverige.